# Agrypnus gracilis
Agrypnus gracilis es una especie de escarabajo del género Agrypnus, tribu Agrypnini, familia Elateridae. Fue descrita científicamente por Candèze en 1874.
Se distribuye por las islas Marianas, isla Rota, islas Carolinas, isla Nueva Irlanda, Nueva Guinea, Países Bajos, Nueva Bretaña, islas Bismarck, Islas Salomón (Guadalcanal) e Indonesia.